# Goede klinische praktijken
Goede klinische praktijken is een pakket voorschriften en regels die werden vastgesteld door de International Conference on Harmonisation (ICH). Ze definiëren hoe een wetenschappelijk gefundeerde klinische studie bij mensen moet plaatsvinden.
Zowel de bescherming van de proefpersonen, hun rechten als de neutraliteit van het onderzoek worden erdoor verzekerd.